# Fieberbrunn
Fieberbrunn este un oraș în Austria.